# Chicknagaon, Basavakalyan
Chicknagaon là một làng thuộc tehsil Basavakalyan, huyện Bidar, bang Karnataka, Ấn Độ.